# Bosea
- Commons
- Wikispecies

Bosea L. é um gênero botânico da família Amaranthaceae.

## Sinonímia
- Rodetia Moq.

## Espécies
Apresenta 7 espécies:
- Bosea amherstiana
- Bosea aschersonii
- Bosea cannabina
- Bosea cypria
- Bosea humilis
- Bosea trinervia
- Bosea yervamora

## Classificação do gênero
| Sistema | Classificação                    | Referência               |
| ------- | -------------------------------- | ------------------------ |
| Linné   | Classe Pentandria, ordem Digynia | Species plantarum (1753) |